# Time, The Valuator
Time, The Valuator ist eine 2015 gegründete Progressive-Metal-Band aus dem Ruhrgebiet.

## Geschichte
Ursprünglich war Time, The Valuator ein Projekt von Sänger Phil Bayer, der als Unterstützung Gitarrist Rene Möllenbeck gewinnen konnte. Als Schlagzeuger stieß anschließend Yunus Proch zur Band sowie Bassist Christoph Jordan, der 2017 die Band verließ und kurzzeitig von Felix Jekubzik ersetzt wurde. Ergänzt wurde das Lineup um Gitarrist Justin Schaffranek. Jekubzik und Schaffranek verließen das Projekt nach der Veröffentlichung der Single When I Meet Death jedoch wieder. Der Posten am Bass blieb vorerst unbesetzt. Die zweite Gitarre übernahm anschließend 2017 Cedric Dreyszas. Nachdem die Band über den Youtube-Kanal Dreambound mit der eigenproduzierten Single Elusive Reasons Aufmerksamkeit erregte, erschien 2018 das Debütalbum How Fleeting, How Fragile über das deutsche Musiklabel Long Branch Records (u. a. The Hirsch Effekt, Uneven Structure, Agent Fresco), das zu SPV gehört sowie Famined Records in Amerika, das an Victory Records angeschlossen ist. Als Gastsänger sind Matt Gelsomino von der französischen Band Novelists vertreten sowie Nico Schiesewitz von Breathe Atlantis. Das Album wurde aufgenommen, gemischt und gemastert von Christof Kempe von Embark Audio. Im September 2018 verließ Sänger Phil Bayer jedoch kurz vor dem Auftritt auf dem Euroblast Festival die Band aus persönlichen Gründen und der kurzfristig organisierte Ersatzsänger Rafael Andronic wurde 2019 auch offiziell als neuer Sänger der Band angekündigt. Die Besetzung wurde in dem Zuge auch um den neuen Bassisten Ryan Voosen ergänzt, der als Bassist der Band Reptil bereits beim deutschen Ableger der britischen Castingshow The X Factor auftrat.
Die Band hat 2018 eine Tour durch englische, französische und deutsche Clubs absolviert und auf europäischen Festivals gespielt, darunter 2018 auf dem schwedischen High 5ive Summer Fest in Södertälje, 2019 auf dem deutschen Vacuum Fest, dem britischen UK Tech Fest, dem niederländischen Submit Fest in Rotterdam und im selben Jahr auf dem Fallen Fortress im deutschen Bad Dürkheim.
Im Juni 2019 veröffentlichte die Band mit Vibrant die erste Single, bei der Rafael Andronic die Gesangsparts übernahm. Im Dezember desselben Jahres veröffentlichte die Band zusammen mit der Sängerin Charlotte Buchholz, die zuvor bereits mit Novelists arbeitete, das Billie-Eilish-Cover Lovely mitsamt Musikvideo.
Am 23. Januar 2022 gab die Band den Ausstieg von Sänger Rafael Andronic aus persönlichen Gründen bekannt, der sich zukünftig seinem Projekt Anaura widmen wird.
Im März 2022 kündigte die Band Daniel Moczarski als neuen Sänger an. 
Time, The Valuator spielten bereits auf Bühnen zusammen mit Imminence, Hacktivist, Rise of the Northstar, For the Fallen Dreams, The Hirsch Effekt, Leprous, Monuments und Vildhjarta.

## Stil
Musikalisch werden Time, The Valuator meist dem Progressive Metalcore, Djent und Post-Hardcore zugeordnet. Zudem zeichnet sich der Sound der Band durch den Einsatz von Synthesizern sowie Piano-Passagen und Groove-Elementen und die „offensichtlichen eingängigen Melodien kombiniert mit einer sehr progressiven Atmosphäre“ – so Michael Milkowski von MoreCore.de – aus. Ähnlich klingende Bands, die als Vergleich angebracht werden, sind z. B. Erra, TesseracT oder Kadinja. Durch die siebensaitigen Gitarren und den sechssaitigen Bass definiert sich der genretypische Sound.

## Diskografie
Alben:
- 2018: How Fleeting, How Fragile (Long Branch Records / SPV, Famined Records)

Singles:
- 2019: Vibrant (Long Branch Records SPV, Famined Records)
- 2019: Lovely feat. Charlotte Buchholz (Long Branch Records SPV)
- 2022: Black Water (Long Branch Records SPV)
- 2022: Ivy (Long Branch Records SPV)
- 2022: Glow (Long Branch Records SPV)
- 2022: Binary Pulse (Long Branch Records SPV)

Musikvideos:
| Jahr | Album                     | Titel                               | Regie            |
| ---- | ------------------------- | ----------------------------------- | ---------------- |
| 2016 | How Fleeting, How Fragile | Elusive Reasons                     | Pavel Trebukhin  |
| 2017 | How Fleeting, How Fragile | When I Meet Death                   | Pavel Trebukhin  |
| 2017 | How Fleeting, How Fragile | The Violent Sound                   | Pavel Trebukhin  |
| 2018 | How Fleeting, How Fragile | In Control (feat. Nico Schiesewitz) | Pavel Trebukhin  |
| 2018 | How Fleeting, How Fragile | Starseeker                          | Pavel Trebukhin  |
| 2019 | Single                    | Vibrant                             | Christoph Jordan |
| 2019 | Single                    | Lovely (feat. Charlotte Buchholz)   | Quinten Quist    |
| 2022 | Single                    | Black Water                         | Pavel Trebukhin  |
| 2022 | Single                    | Ivy                                 | Ryan Voosen      |
| 2022 | Single                    | Glow                                | Ryan Voosen      |
| 2022 | Single                    | Binary Pulse                        | Pavel Trebukhin  |